# Przestępstwo powszechne
Przestępstwo powszechne (ogólnosprawcze; łac. delicta communia) – może popełnić każdy człowiek, któremu można przypisać zdolność do odpowiedzialności karnej (osoba poczytalna lub o ograniczonej poczytalności, która osiągnęła odpowiedni wiek odpowiedzialności). 
Podmiotem przestępstwa powszechnego jest osoba, która w kodeksie karnym określana jest zaimkiem "kto" (np. kto zabija człowieka – art. 148 § 1; kto zabiera cudzą rzecz ruchomą – art. 278 § 1).
Zdecydowana większość przestępstw stypizowanych w polskim kodeksie karnym należy do przestępstw powszechnych, ponieważ ich podmiotem jest lub może być osoba, która posiada zdolność do odpowiedzialności karnej (osoba fizyczna, która ukończyła 17. rok życia)